# Carlos Romero López
Carlos Romero López (Madrid, 1946) es un catedrático español especializado en el campo de la optimización económica, utilizando especialmente métodos de programación matemática multicriterio. En el año 2001 se le concedió el Premio Nacional de Medio Ambiente “Lucas Mallada de Economía y Medio Ambiente”. En 2006, la International Society on Multiple Criteria Decision Making le concedió la Medalla Georg Cantor .

## Historial
Perito Agrícola, Ingeniero Agrónomo y Doctor en Economía Agraria por la Universidad Politécnica de Madrid, el Prof. Romero es asimismo Licenciado en Investigación Operativa (título propio) por la Universidad Complutense de Madrid. Catedrático Emérito de Economía en la Universidad Politécnica de Madrid, anteriormente fue catedrático de Economía Agraria en la Universidad de Córdoba. Ha sido Profesor Visitante en diferentes universidades como: Reading, Portsmouth, Wageningen, Humboldt, etc. Ha impartido cursos cortos y seminarios en aproximadamente 40 universidades y centros de investigación en más de 30 países. 
El Prof. Romero es autor, coautor o editor de 21 libros y alrededor de 220 trabajos científicos (aproximadamente 100 de ellos recogidos en la base de datos del Science Citation Index, SCI) con una perspectiva pluridisciplinar que combina la ingeniería, la economía y la matemática aplicada. El impacto científico de su investigación se concreta en un índice h de 30 según la base de datos del SCI y en un índice h de 47 según la base de datos del Google Académico.
Su libro Handbook of Critical Issues in Goal Programming (Pergamon Press, 1991)  y su artículo "Goal Programming for Decision Making"  (con Mehrdad Tamiz and Dylan Jones, European Journal of Operational Research, 1998) ha tenido y todavía tiene una gran influencia en el campo de la teoría de la optimización. Su libro Multiple Criteria Analysis for Agricultural Decisions (con Tahir Rehman, Elsevier 1989, 2003) es un trabajo de referencia para la gestión óptima de los recursos naturales.

## Premios y distinciones
- Premios a la labor investigadora y de desarrollo tecnológico de la Universidad Politécnica de Madrid (1994).

- Premio Nacional de Economía y Medio Ambiente (Ministerio de Medio Ambiente, 2001)[5]

- Encomienda de Número al Mérito Agrario (Ministerio de Agricultura Pesca y Alimentación, 2003)

- Miembro del Jurado "EURO Gold Medal" (Jerusalem, Israel, 1995).

- Medalla Georg Cantor (International Society on Multiple Criteria Decision Making, Creta, 2006)[6]

- Fellow de la “Operational Research Society” (2002-  ).[7]

- Miembro del Comité Ejecutivo de la “International Society on Multiple Criteria Decision Making” (2002-2006)[8] y (2011-2015).

- Ingeniero de Montes de Honor (2016).[9]

- El español más citado en el área de "Operations Research & Management Science" (Thomson Reuters (ISI) y FECYT).[10]

- Evaluación positiva de siete sexenios de investigación (1972-2013) poel Comité Nacional de Evaluación de la Investigación.

## Posiciones editoriales
- Forest Science (Editor Asociado).[11]

- Journal of Multi-Criteria Decision Analysis (Editor de Área).[12]

- Operational Research: An International Journal (Consejo Editorial).[13]

- Annals of Operations Research (Editor Invitado).[14]

- International Transactions in Operational Research (Editor Invitado).[15]

- Journal of the Operational Research Society (Editor Invitado).

## Libros
Una muestra de libros del Profesor Romero incluye:
- Multiple Criteria Analysis for Agricultural Decisions(con Tahir Rehman).Elsevier.

- Handbook of Critical Issues in Goal Programming. Pergamon Press.

- Multiple Criteria Decision Making and its Applications to Economic Problems (con Enrique Ballestero). Kluwer Academic Publishers.

- Handbook of Operations Research in Natural Resources (con Andrés Weintraub, Trond Bjorndal y Rafael Epstein). Springer.

- Designing Public Policies-An Approach based on Multi-Criteria Analysis and Computable General Equilibrium Modeling (con Francisco J André y M. Alejandro Cardenete). Springer.